# Кужель Олександра Володимирівна
Олекса́ндра Володи́мирівна Ку́жель (*4 липня 1953, місто Костянтинівка, Донецька область) — український політик та громадський діяч. Кандидат економічних наук. Народний депутат, колишня голова Держкомітету України з питань регуляторної політики та підприємництва (з 1998–2003 та з 2009–2010 років). Координатор громадського руху «Громадянський Опір».
Неодноразово змінювала партійну та ідеологічну приналежність («За Єдину Україну!»→"Трудова Україна"→Партія регіонів→"Сильна Україна"→«Батьківщина»).

## Життєпис
Народилася 4 липня 1953 року в м. Костянтинівка Донецької області. Батько Долгоруков Володимир Маркович (1913–1974) — інженер, начальник цеху. Мати Марія Василівна (1915) — пенсіонер.
В 1975 закінчила Дніпропетровський металургійний інститут за фахом інженер-металург. Працювала інженером, молодшим науковим співробітником кафедри економіки промисловості Запорізького індустріального інституту.
В 1983 році здобула другу вищу освіту.
З 1990 по 1993 — головний бухгалтер акціонерного центру «Восток».
З 1993 по 1994 — голова правління, генеральний директор спільного українсько-канадського підприємства «Незалежність».

## Політична кар'єра

### Народний депутат
У 1994 році обирається депутатом Верховної Ради України 2 скликання від Ленінського виборчого округу № 181 Запорізької області та заступником голови парламентської комісії з питань економічної політики та управління народним господарством.
20 липня 1995 року Президент Леонід Кучма призначає О.Кужель керівником щойно утвореного Національного аудиторського комітету України. Вона залишається при цьому народним депутатом і суміщає законодавчу роботу з урядовими посадами до дня припинення її депутатських повноважень у Верховній Раді 2 скликання 12 травня 1998 року.
Наприкінці 1997 року розпочинається нова виборча кампанія. У Верховну Раду 3 скликання О.Кужель балотується одразу в одномандатному № 76 виборчому окрузі Запорізької області та багатомандатному загальнодержавному виборчому окрузі другим номером у списку Партії захисників Вітчизни. Втім, на виборах 29 березня 1998 року в одномандатному окрузі вона набрала лише 18,11 % голосів, зайнявши 3-те місце, а політична сила набирає лише 0,3 % голосів і не проходить до парламенту.

### Державні комітети
23 квітня 1998 року Президент звільняє О.Кужель з посади голови Національного аудиторського комітету України «у зв'язку з переведенням на іншу роботу» (згодом комітет взагалі ліквідовується). Цього ж дня Л.Кучма призначає її на посаду голови Державного комітету України з питань розвитку підприємництва.
У 1999 році захищає кандидатську дисертацію «Регіональні програми підтримки підприємництва в Україні: тенденції розвитку, методологія, практика» (Рада по вивченню продуктивних сил України НАН України) і стає кандидатом економічних наук.
10 січня 2000 року у зв'язку із реорганізацією установи О.Кужель перепризначається на посаду голови новоутвореного Державного комітету України з питань регуляторної політики та підприємництва, де вона працює до весни 2003 року.
На чергові парламентські вибори 31 березня 2002 року О.Кужель іде № 71 у списку провладного виборчого блоку політичних партій «За Єдину Україну!». Блок одержує 35 мандатів у Верховній Раді 4 скликання, а відтак, О.Кужель не має перспектив потрапити до законодавчого органу.
26 квітня 2003 року Л.Кучма звільняє її з посади голови Держкомпідприємництва на підставі рішення Ради національної безпеки й оборони України, яким діяльність Кабміну з виконання актів глави держави про посилення держконтролю за виробництвом і оборотом спирту, алкогольних напоїв і тютюнових виробів була визнана незадовільною.
12 травня 2003 року своєрідним політичним жестом у відповідь стає її заява до Центральної виборчої комісії про відмову від балотування на виборах 2002 року за списком кандидатів у народні депутати від блоку «За Єдину Україну!». Центральна виборча комісія заяву задовольняє та скасовує рішення про її реєстрацію, як кандидата у депутати.

### Співпраця з Сергієм Тігіпком та Віктором Януковичем
У 2003-2004 роках була радником голови Національного банку України Сергія Тігіпка і обіймає посаду заступника голови політвиконкому партії «Трудова Україна», лідером якої був голова Нацбанку.
Після відставки у січні 2004 року голови Держкомпідприємництва Інни Богословської, «Трудова Україна» висловлює намір рекомендувати Прем'єр-міністру Віктору Януковичу внести подання Президенту Л.Кучмі про повернення О.Кужель до установи. Утім, призначення не відбувається.
Під час президентської кампанії 2004—2005 років працює в команді Сергія Тігіпка, який на той час очолював виборчий штаб кандидата Віктора Януковича. Вона не підтримувала і, за власним визнанням, не була прихильницею Помаранчевої революції і агітувала голосувати за Януковича.
7 грудня 2005 року Прем'єр Юрій Єхануров призначає О.Кужель, як президента аналітичного центру «Академія», членом Ради підприємців України при Кабміні. Однак вже 13 грудня 2006 року Рада ліквідується.
У 2006 році О.Кужель працює радником мера Києва Леоніда Черновецького з питань підприємництва. Однак їй не вдається знайти спільну мову з його «молодою командою» і вона швидко залишає цю посаду.
28 березня 2007 року — в самий розпал формування «Коаліціади» — Прем'єр В.Янукович призначає О.Кужель заступником Міністра регіонального розвитку та будівництва України у зв'язках з Верховною Радою України та іншими органами державної влади.
18 грудня 2007 року Прем'єр-міністром стає Юлія Тимошенко. О. Кужель подає у відставку з посади заступника міністра на підставі абзацу другого частини другої статті 31 Закону „Про державну службу“ (принципова незгода з рішенням державного органу чи посадової особи, а також етичні перешкоди для перебування на державній службі). Її відставка приймається.
І хоча за словами самої О.Кужель, до 2008 року вона „найжорстокішим чином боролася з Юлією Тимошенко“, остання 21 січня 2009 року призначає її головою Державного комітету України з питань регуляторної політики та підприємництва, а пізніше також і своїм радником. Одразу після призначення на керівну посаду в уряді Тимошенко, О.Кужель, яка на той час була членом Партії регіонів, заявила, що не збирається залишати лави партії, оскільки вважає, що її нова посада не є політичною. В той же час у самій Партії регіонів висловили намір дати оцінку заявам і діям члена своєї політичної сили. 9 червня 2009 року політрада Партії регіонів на своєму засіданні виключає О.Кужель зі складу членів партії.

### Сильна Україна
Після призначення Януковича на Президентом України 2010 року Кужель висловлює готовність працювати і в новому уряді. Утім, їй відмовляють у подовженні терміну перебування на державній службі та залишенні на посаді. 17 березня 2010 року Прем'єр-міністр Микола Азаров звільняє Кужель з посади Голови Державного комітету України з питань регуляторної політики та підприємництва.
25 травня 2010 року Кужель стає заступником голови партії „Сильна Україна“ Сергія Тігіпка і йде на вибори депутатів Верховної Ради Автономної Республіки Крим першим номером у списку Кримської республіканської організації цієї політичної партії.
На місцевих виборах 31 жовтня 2010 року „Сильна Україна“ отримує два депутатські мандати і О.Кужель стає депутатом Верховної Ради АРК шостого скликання.
16 серпня 2011 року С.Тігіпко заявляє про злиття „Сильної України“ з Партією регіонів. Натомість, О.Кужель відмовляється знов вступати до Партії регіонів. 24 жовтня 2011 року вона жорстко виступає на з'їзді партії, заявляє про свою відставку з посади та наміри створення нового громадського проекту.
На початку 2012 року вона оприлюднює список депутатів-тушок, які „зрадили своїх виборців“. Однак, зважаючи що протягом політичної кар'єри вона багато разів змінювала ті сили, що приводили її до владних посад, за всіма ознаками і сама О.Кужель підпадає під визначення „тушка“. Насамкінець з 23 березня 2012 року вона також стає позафракційним депутатом у Верховній Раді Автономної Республіки Крим.
У березні 2012 року засоби масової інформації поширили інформацію про можливу участь О.Кужель у виборах мера Києва. Однак саме питання проведення цих виборів у 2012 році вирішене не було.

### ВО „Батьківщина“

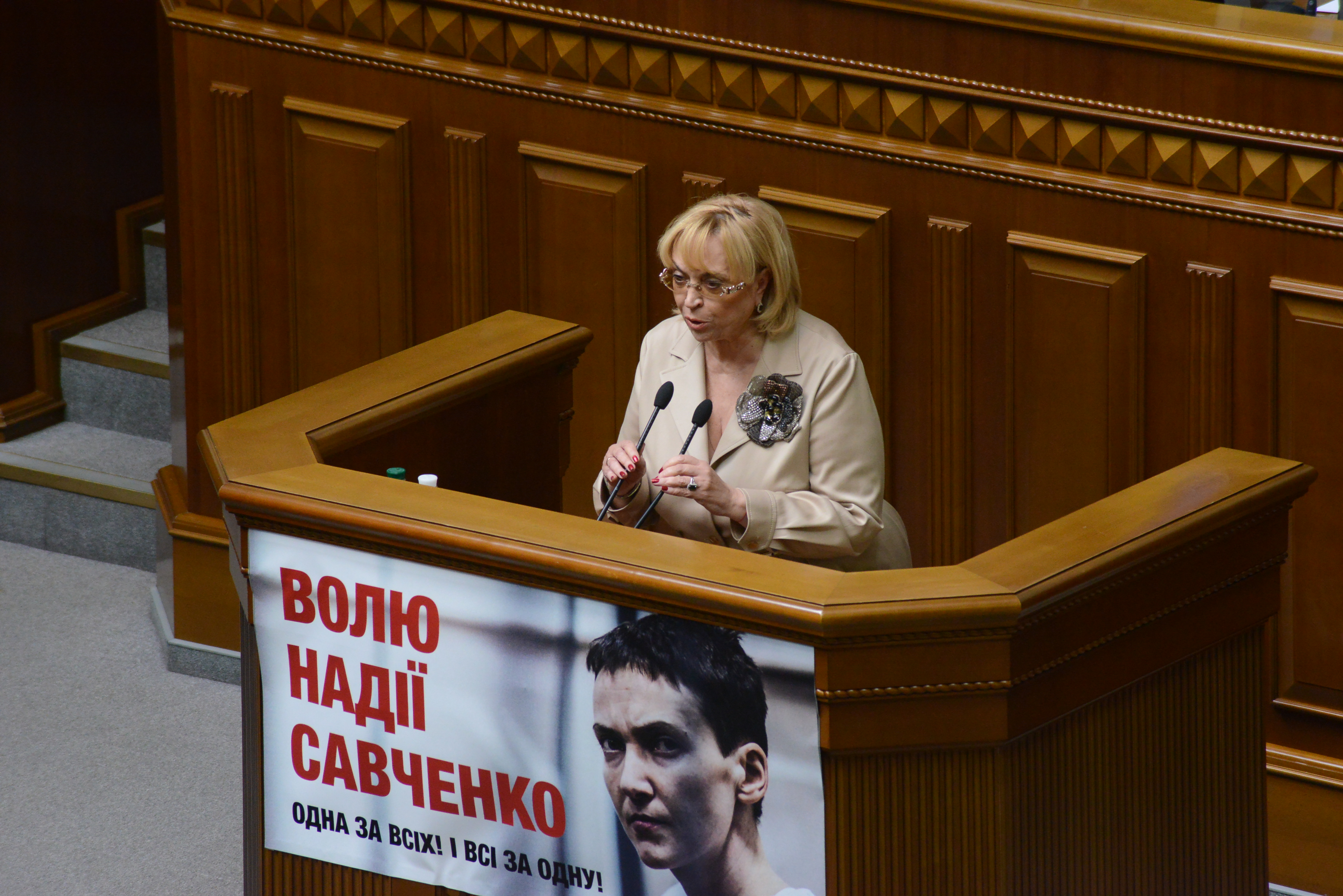
У Верховній раді, 2015

30 липня 2012 року партійний з'їзд Всеукраїнського об'єднання „Батьківщина“ затвердив списки кандидатів у народні депутати України на виборах 31 жовтня 2012 року. О.Кужель у списку „об'єднаної опозиції“ отримує 22 місце.
З 12 грудня 2012 до 27 листопада 2014 року — народний депутат України 7-го скликання. Голова Комітету Верховної Ради з питань підприємництва, регуляторної та антимонопольної політики, член Лічильної комісії.
З 27 листопада 2014  — народний депутат України 8-го скликання. Заступник голови Комітету Верховної Ради України з питань промислової політики та підприємництва.

## Критика
Неодноразово змінювала партійну та ідеологічну приналежність („За Єдину Україну!“→»Трудова Україна"→Партія регіонів→"Сильна Україна"→Всеукраїнське об'єднання «Батьківщина»

### Конфлікт між Кужель і Тетеруком
5 листопада 2015 року депутат Верховної Ради Андрій Тетерук (заступник голови фракції «Народний фронт») після закінчення пленарного засідання, біля приймальні голови Верховної Ради України в присутності інших народних депутатів вдарив Кужель пляшкою з водою. Зі слів Тетерука, він, виходячи з приймальні спікера, знаходився з нею в словесній перепалці. Кужель раптово розвернулася і спробувала його вдарити сумкою. Він тримав у руках півлітрову пляшку з водою і спробував облити Кужель водою, щоб зупинити її. При цьому він випадково потрапив шийкою пляшки в обличчя Кужель.
Згодом було оприлюднене відео з камер спостереження, яке підтвердило слова Тетерука. На відео видно, як, зокрема, Сергій Власенко та Вадим Івченко кинулись з кулаками на бойового офіцера, ветерана АТО Андрія Тетерука.

## Сім'я
Два шлюби. Другий чоловік — Олександр (1958). Від першого син Дмитро (1974), від другого — син Микита (1987). Є чотири онуки.

## Нагороди
За розвиток вільного підприємництва в Україні, утвердження приватної ініціативи та економічної свободи, соціально-економічного й духовного відродження українського суспільства Олександра Кужель удостоєна відзнаки «Заслужений економіст України» (березень 1997),
- Ордени:
  - орденів Княгині Ольги III ступеня (вересень 1999),
  - преподобного Нестора Літописця (листопад 1998, УПЦ МП),
  - святої Великомучениці Варвари,
  - «Святої Софії» Української православної церкви.
  - У 2006 за значні заслуги у сфері розвитку духовності й меценатства нагороджена Міжнародним благодійним фондом УПЦ МП орденом Святого Великомученика Георгія Побідоносця[48] І ступеня.
- Лауреат Всеукраїнської премії «Жінка III тисячоліття» в номінації «Знакова постать» (2012).

«Global Business Summit» визнала Олександру Кужель у 1999 році як «Business Women's Network».

## Відеоматеріали
- О.Кужель: Видобуток сланцевого газу-національна зрада!  [Архівовано 2 квітня 2016 у Wayback Machine.]